# A Reckoning
A Reckoning è il quarto album in studio della cantante neozelandese Kimbra, pubblicato nel 2023.

## Tracce
Testi di Kimbra Johnson, eccetto dove indicato.
1. Save Me – 4:29 (musica: Zach Tenorio Miller, Kimbra Johnson)
2. Replay! – 3:57 (musica: Kimbra Johnson, Brux)
3. Gun – 3:22 (musica: Ryan Lott, Kimbra Johnson, Matt Friedman)
4. The Way We Were – 3:45 (musica: Andy Seltzer, Ryan Lott, Kimbra Johnson)
5. New Habit – 3:28 (testo: Justin Tranter – musica: Justin Tranter, Kimbra Johnson, Chris Tabron, Felix Snow)
6. GLT (featuring Erick the Architect) – 3:14 (testo: Erick the Architect – musica: Erick the Architect, Kimbra Johnson, Timon Martin)
7. LA Type (featuring Tommy Raps and Pink Siifu) – 4:12 (testo: Pink Siifu, Tommy Raps – musica: Tommy Raps, Kimbra Johnson, Pink Siifu, Nate Mercereau)
8. Foolish Thinking (featuring Ryan Lott) – 5:54 (musica: Kimbra Johnson, Ryan Lott)
9. Personal Space – 3:45 (musica: Paul Dixon, Kimbra Johnson)
10. I Don't Want to Fight – 4:52 (musica: Kimbra Johnson, Ryan Lott)